# Thor (Band)
Thor (Eigenschreibweise THOR) ist eine kanadische Heavy-Metal-Band aus Vancouver um Sänger und Frontman Jon Mikl Thor. Die Gruppe wurde 1976 gegründet und nach zehn Jahren aufgelöst. Die Neugründung fand 1997 statt.

## Geschichte
Die Band entstand 1973 als Idee des Bodybuilders Jon Mikl Thor, der eine Konzeptband plante und einen großen Wert auf die Live-Performance legte. Als Bandnamen wurde neben dem schlussendlich gewählten Thor auch Centaur oder Mikl Body Rock verwendet. 1976 schloss sich Gitarrist Frank Soda dem Projekt an, worauf man unter dem Namen Thor and The Imps auftrat. Die Band tourte im Osten der Vereinigten Staaten und Kanada und konnte auch Dank ihres Auftretens schnell eine Fangemeinde generieren. Nach einer Albumveröffentlichungen von Demo-Songs, wurde in dieser Konstellation in Toronto die erste EP aufgenommen und erschien im Indie-Label God Of Thunder Records. Aufgrund des Erfolgs des Albums wurde Thor nach Las Vegas eingeladen Red Hot and Blue mitzuspielen. Soda wollte allerdings die Touren fortfahren und verließ die Band und gründete Frank Soda und The Imps. Dank dem Auftritt in Las Vegas folgte der Plattenvertrag bei RCA Records.
Ab 1984 verlegte die Band ihren Wirkungsbereich ins Vereinigte Königreich. In London wurden die Songs Let the Blood Run Red und Thunder on the Tundra aufgenommen. Es folgten 1985 das Album Only the Strong und 1986 Thor Recruits – Wild in the Streets bei GWR Records. 1987 löste sich die Band auf, da Sänger Thor sich seiner Schauspiellaufbahn widmen wollte.
1997 folgte die Veröffentlichung des Compilation-Albums Ride of the Chariots (An-Thor-Logy). Dies war der Startschuss für das Comeback der Gruppe, die in den späten 1990er Jahre neues Material veröffentlichten. Von 2000 bis 2011 folgten weltweite Tourneen und Auftritte auf den Konzerten Sweden Rock Festival, beim Sauna Open Air Metal Festival in Tampere, Finnland und beim Muskelrock Festival und dem Shock Stock Festival in London. Zwischenzeitlich kehrte Gitarrist Soda zurück.
2015 erschien die Dokumentation I Am Thor.

## Diskografie

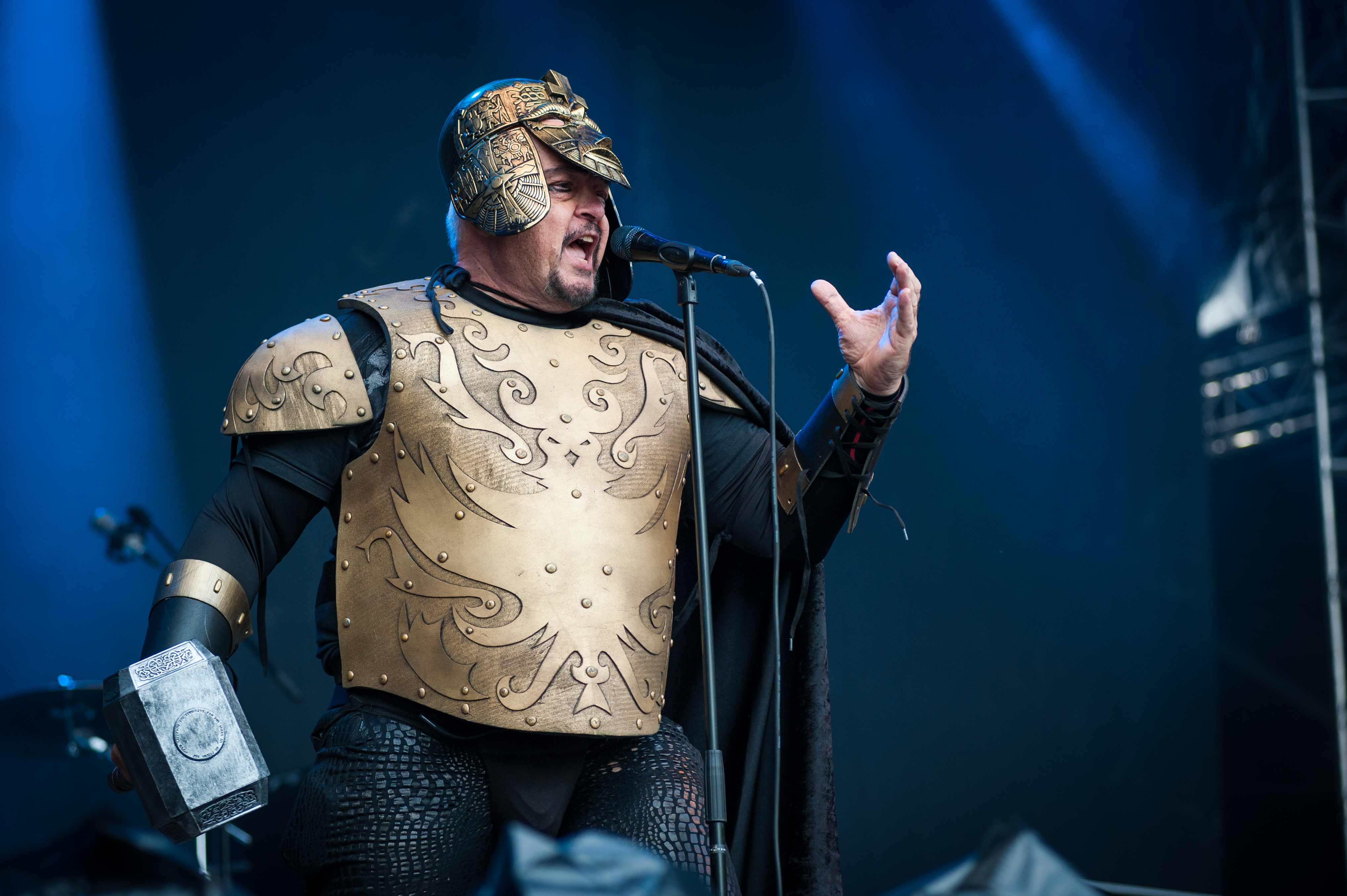
Sänger Thor in typischer Verkleidung während eines Konzerts (2018)

### Alben
- Thor-Body Rock (1973)
- Keep the Dogs Away (1977, re-release 2009)
- Only the Strong (1985)
- Recruits – Wild in the Streets (1986)
- The Edge of Hell (1986)
- Thunderstruck: Tales from the Equinox (1998)
- Dogz II (2000)
- Triumphant (2002)
- Mutant (2003)
- Beastwomen from the Center of the Earth (2004)
- Thor Against the World (2005)
- Devastation of Musculation (2006)
- Into the Noise (2008)
- Steam Clock (2009)
- Sign of the V (2009)
- The Guardian (2010)
- Soundtrack from the movie THOR - The Rock Opera (2011)
- Thor's Teeth (2012, Special Edition Vinyl)
- Thor – Thunderstryke (2012)
- Thor – Thunderstryke II (2013)
- Metal Avenger (2015)
- Aristocrat of Victory (2013)
- Bugs Bunny Dressed as a Girl (2013)
- Metal Avenger (2015)
- Beyond the Pain Barrier (2017)
- Electric Eyes (2017, bereits 1979 aufgenommen)
- Christmas in Valhalla (2018)
- Hammer of Justice (2019)
- Rising (2020)
- Ride of the Iron Horse (2024)

### Live-Alben
- Live in Detroit (1985)

### EPs
- Muscle Rock (1977)
- Gladiator (1979)
- Striking Viking (1980)
- Unchained (1983)
- Odin Speaks (2001)

## Trivia
- Bekannt ist die Gruppe für ihre ausgefallene Bühnenperformance. So verbog Sänger Thor auf der Bühne Stahlstangen mit den Zähnen oder zertrümmerte feste Betonblöcke mit einem Vorschlaghammer vor seiner Brust.[2]
- Die Band ist nicht zu verwechseln mit der deutschen gleichnamigen Coverband aus dem sächsischen Lengefeld.